# NGC 807
NGC 807 је елиптична галаксија у сазвежђу Троугао која се налази на NGC листи објеката дубоког неба.
Деклинација објекта је + 28° 59' 16" а ректасцензија 2h 4m 55,5s. Привидна величина (магнитуда) објекта NGC 807 износи 12,5 а фотографска магнитуда 13,5. NGC 807 је још познат и под ознакама UGC 1571, MCG 5-6-1, CGCG 503-84, CGCG 504-6, IRAS 02020+2844, PGC 7934.